# 昭懿皇后 (後唐)
昭懿皇后夏氏（？—？），後唐明宗李嗣源的妻子。
夏氏刚嫁给李嗣源，触怒了他，被丈夫殴打。方士周玄豹说：“此人有藩侯夫人之位，当生贵子。”李嗣源之怒缓解。夏氏事跡不詳，只知她嫁與後唐明宗及生秦王李從榮、後唐閔帝李從厚，並早在同光初年病逝。天成元年（926年），李嗣源贈封夏氏為晉國夫人。後來，在長興元年（930年）時，李嗣源以夏氏所生的二位兒子皆封王為由，追封夏氏諡號為昭懿皇后。

## 延伸阅读
[在维基数据编辑]
 《舊五代史·卷49》，出自薛居正《舊五代史》